# Burgos (Ilocos Sur)
Burgos es un municipio de cuarta categoría situado en la provincia de Ilocos Sur, en Filipinas. Según el censo de 2000, cuenta con una población de 11 175 habitantes.
Se le dio este nombre, en honor del padre José Burgos.

## Barangays
Cuenta con 26 barangays.
| - Ambugat - Balugang - Bangbangar - Bessang - Cabcaburao - Cadacad - Callitong - Dayanki - Lesseb - Lubing - Lucaban - Luna - Macaoayan | - Mambug - Manaboc - Mapanit - Población Sur (Masingit) - Nagpanaoan - Dirdirig (Dirdirig-Paday) - Paduros - Patac - Población Norte (Bato) - Sabangan Pinggan - Subadi Norte - Subadi Sur - Taliao |